# Râul Coșava
Râul Coșava este un curs de apă, afluent al râului Nera. Se formează la confluența a două brațe Coșava Mare și Coșava Mică